# Ивановка (Воротынский район)
Ива́новка — село в Воротынском районе Нижегородской области. Входит в состав Семьянского сельсовета.

## География
Село находится на расстоянии 10 км к юго-востоку от рабочего посёлка Воротынец, административного центра района.

### Часовой пояс
Село Ивановка, как и вся Нижегородская область, находится в часовой зоне МСК (московское время). Смещение применяемого времени относительно UTC составляет +3:00.

## Население
| 2002 | 2010 |
| ---- | ---- |
| 130  | ↘78  |

## Известные уроженцы
- Денисов, Иван Григорьевич (1922—1995) — советский военнослужащий, сержант. Полный кавалер ордена Славы[4].
- Левашов, Евгений Васильевич (1921—1979) — советский военачальник, контр-адмирал.